# Korinter

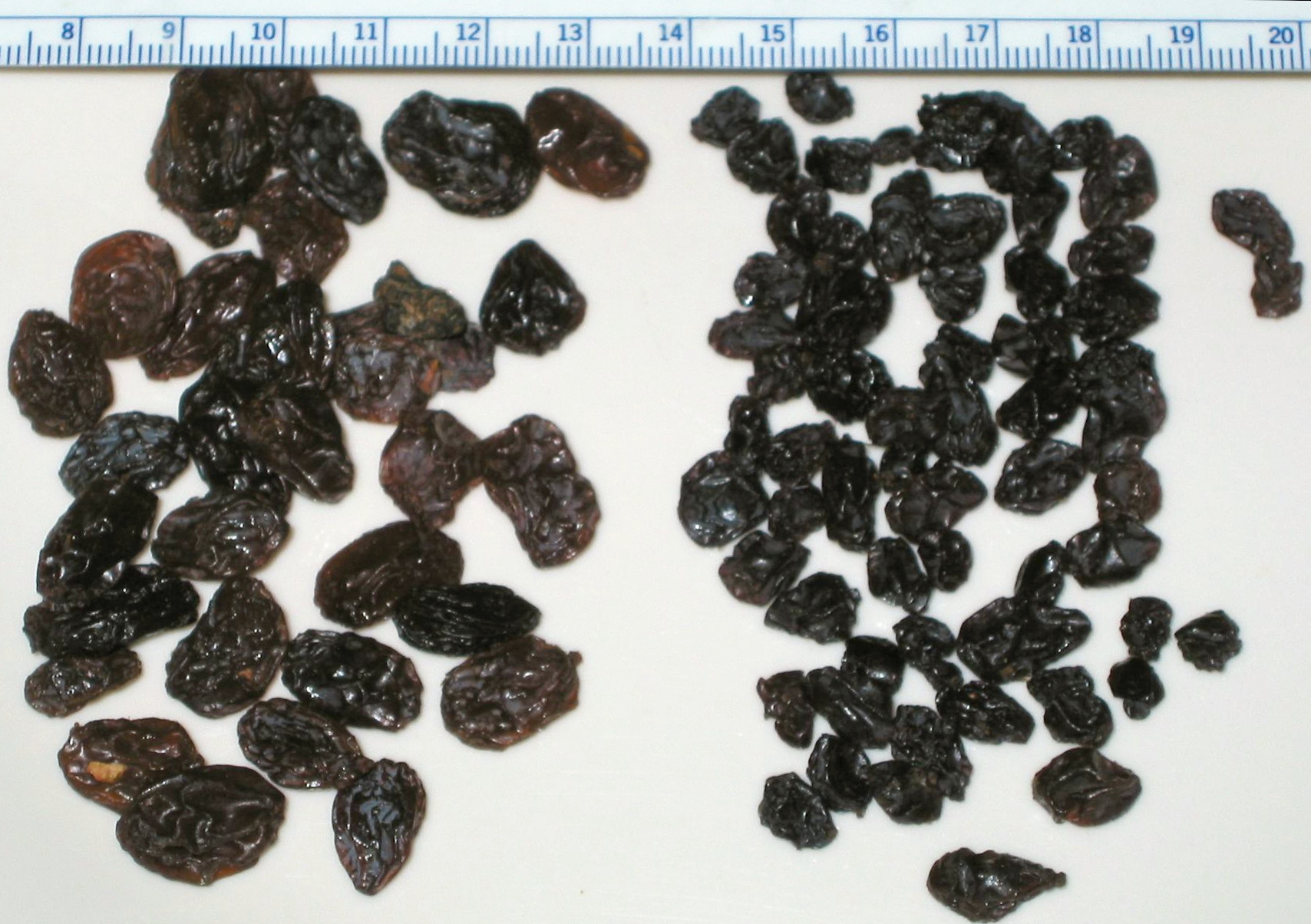
Russin till vänster och korinter till höger.

Korinter kallas de små, kärnlösa, torkade bären av den variant av vinrankan, som Linné kallade Vitis vinifera: apyrena. Korinterna har sitt namn efter staden Korinth, i vars omnejd denna typ av vinranka lär ha uppkommit och fortfarande odlas i stort. Korinter odlas från öster på de Joniska öarna, i sydligaste Italien, Sicilien med flera Medelhavsländer.
När de små, mörkt brunröda bären är mogna, plockas klasarna ned och torkas på ett luftigt ställe. Helst ska korinter torkas i skugga. Efter torkning repas bären, "korinterna", av med ett slags kam och packas förhållandevis hårt i fat eller särskilt för ändamålet murade förvaringsrum, "seraljer", som noga tillsluts och öppnas först när korinterna ska skickas iväg. Då packas korinterna i mindre fat eller kärl, "karateler" ("caratels").
Korinterna har sötaktig russinsmak och användes förr under benämningen fructus Vitis minutae för att förbättra smaken på vissa medikament, till exempel den förr så ofta använda laxerdrycken "Infusum Sennae compositum" (se Senna). I hushållen används korinter i sötsura såser, i puddingar och bakverk.